# Бейкър (остров)
Бейкър (на английски: Baker Island) е необитаван остров, разположен северно от Екватора в централната част на Тихия океан, на около 3090 km югозападно от Хонолулу. Островът се намира почти на еднакво разстояние от Хаваиските острови и Австралия. Най-близката суша е остров Хауланд, разположен на 68 km на юг-югозапад от него. И двата острова са част от територията на САЩ от 1857 г., макар Великобритания да ги счита за част от империята си между 1897 и 1936 г.
Островът е с площ от около 1,5 km2 и има брегова линия с дължина 4,8 km. Климатът е екваториален, с малко валежи, постоянен вятър и силно слънчево греене. Релефът е нисък и песъчлив, а най-високата точка достига височина 8 m над морското равнище.
В днешно време островът представлява природен резерват и е неинкорпорирана и неорганизирана територия на САЩ. Посещава се ежегодно от Американската служба за защита на рибите и дивите животни. За нуждите на статистическите изследвания, остров Бейкър се групира с Малките далечни острови на САЩ.

## Описание
Останки от по-ранни селища се намират в близост до западния бряг на острова, където е разположена и зоната за акостиране на лодки. Пристанище няма, а закотвянето се осъществява далеч от брега. Рифът, обграждащ острова, може да представлява морска опасност, така че близо до бившето селище е направен дневен фар. Изоставената самолетна писта от Втората световна война с дължина 1665 m е изцяло покрита с растителност и е негодна за употреба. САЩ претендира за изключителна икономическа зона от 370 km около Бейкър.

## История
Остров Бейкър е открит през 1818 г. от мореплавателя Елиша Фолджър от Нантъкет, който нарича острова „Ню Нантъкет“. Сегашното си име островът получава през 1834 г., когато е наречен в чест на Майкъл Бейкър, който посещава острова същата година. Капитан Бейкър предявява претенция към острова през 1855 г., но по-късно го продава на група, която по-късно основава Американската гуано компания.
САЩ поема контрол над острова през 1857 г. Залежите от гуано на острова се добиват от Американската гуано компания в периода 1859 – 1878 г. Мащабът на добива на гуано е оповестен в края на 1868 г.: на 9 септември британски кораб тръгва от острова с 650 тона гуано; на 5 октомври американски кораб тръгва от острова с 1550 тона гуано; на 5 ноември британски кораб тръгва от острова с 1400 тона гуано. На 27 февруари 1869 г. британски кораб корабокрушира в рифа около острова, след като е повлечен от внезапен шквалов вятър. На 30 август 1869 г. американски кораб е унищожен от пожар, докато се товари.
На 7 декември 1886 г. Американската гуано компания продава правата си за добив на британска фирма, която прави острова щаб-квартира за гуанодобивната си дейност в Тихия океан в периода 1886 – 1891 г. Впоследствие Великобритания започва да счита остров Бейкър за британска територия, макар никога да не го анексират. САЩ повдигат въпроса в началото на 1920-те години и след дипломатически разговори започват проект по колонизация на екваториалните острови през 1935 г. Краткотрайният опит за колонизация започва с пристигането на американци на островите Бейкър и Хауланд на 3 април 1935 г. Те построяват фар и жилища и се опитват да отглеждат различни растения. Те наричат селището Мейертън, по името на капитан Мейер от американската армия, който помага с построяването на лагерите през 1935 г. Населението на острова съставлява четирима души, всичките от които са евакуирани през 1942 г., след като японците започват Тихоокеанската война.
На 11 август 1943 г. американски военни части пристигат на острова, в хода на битката за Куаджалин. През септември същата година е открита самолетна писта с дължина 1665 m, която се използва като плацдарм за американски бомбардировачи B-24 Либърейтър, които атакуват атола Мили. В периода 1 септември – 27 ноември 1943 г. от острова излитат изтребители Curtiss P-40 Warhawk. Към 1 януари 1944 г. пистата вече е изоставена. Радионавигационна станция LORAN работи на острова от септември 1944 г. до юли 1946 г.

## Флора и фауна
Бейкър няма източници на прясна вода. Няма дървета, а рядката растителност е представена от четири вида треви, легнали лозя и нискорастящи храсти. Островът е място за гнездене, нощуване и хранене за морски птици.
Няколко вида птици обитават острова, сред които: камъкообръщач, пъстроопашат крайбрежен бекас, трипръст брегобегач и Pluvialis fulva. Numenius tahitiensis се счита за уязвим вид. Из рифа се срещат зелена морска костенурка и ястребоклюна морска костенурка, които са застрашени видове. Някои видове, като малка фрегата, магеланова чайка и саждена рибарка използват острова за гнездене и нощуване.
На 27 юни 1974 г. е създаден природен резерват за опазване на дивата флора и фауна, който е разширен през 2009 г., така че да включва подводна акватория 22 km около острова. Днес резерватът включва 215 ha на сушата и 165 996 ha в океана.
Сред екологичните предизвикателства са изоставените военни развалини от Втората световна война и незаконният крайбрежен риболов. Инвазивни видове транспортирани от човешката дейност, включително хлебарки и кокосови палми, също са изменили първоначалната среда. Дивите котки, първоначално внесени през 1937 г., са премахнати през 1965 г.
Общественият достъп до острова се осъществява само чрез специално разрешително, което най-често се дава на учени.

## Галерия
- Фарът на остров Бейкър.
- Развалини на острова.
- Останки от селището.
- Изоставени радио антени на Бейкър.
- Синьолики рибояди на брега.
- Paracanthurus hepatus сред рифа около Бейкър.